# John Alexander
John Gilbert Alexander OAM MP (Sydney, 4 de julho de 1951) é um ex-tenista profissional e atualmente político australiano.
John Alexander foi campeão de Grand Slam em duplas.